# General Alvear (ort i Argentina)
General Alvear är en ort i Argentina.   Den ligger i provinsen Misiones, i den nordöstra delen av landet, 900 km norr om huvudstaden Buenos Aires. General Alvear ligger 290 meter över havet och antalet invånare är 1 431.
Terrängen runt General Alvear är huvudsakligen platt, men västerut är den kuperad. Närmaste större samhälle är Oberá, 7,5 km sydost om General Alvear.
I omgivningarna runt General Alvear växer huvudsakligen savannskog. Runt General Alvear är det ganska tätbefolkat, med 67 invånare per kvadratkilometer.